# 矢田堀町
矢田堀町（やたぼりちょう）は、群馬県太田市にある地名（町丁）。郵便番号は373-0016。

## 概要
毛里田地区にある町丁。

## 地理

### 近隣町丁
- 丸山町
- 緑町
- 東今泉町
- 只上町

## 世帯数と人口
2022年（令和4年）3月31日現在の世帯数と人口は以下の通りである。
| 町丁     | 世帯数  | 人口  |
| -------- | ------- | ----- |
| 矢田堀町 | 152世帯 | 367人 |

## 小・中学校の学区
市立小・中学校に通う場合、学区は以下の通りとなる。
| 番地 | 小学校               | 中学校               |
| ---- | -------------------- | -------------------- |
| 全域 | 太田市立毛里田小学校 | 太田市立毛里田中学校 |

## 交通

### 鉄道
町内に鉄道は通っていない。

## 施設
- 太田市立毛里田中学校
- 毛里田こども園